# Jean-François Bernard
Jean-François Bernard (nascido em 2 de maio de 1962) é um ex-ciclista de estrada profissional francês. Tornou-se profissional em 1984 pela equipe La Vie Claire, liderada por Bernard Hinault. Ele foi visto como sucessor de Hinault como vencedor de corridas por etapas a partir de 1986.
Ele competiu na corrida de 100 km contrarrelógio por equipes nos Jogos Olímpicos de Verão de 1984 em Los Angeles, terminando na sexta posição.
Bernard usava camisa amarela no Tour de France 1984 e venceu duas etapas, ambas no contrarrelógio, incluindo um no Monte Ventor. Ele terminou a corrida em terceiro lugar, atrás de Stephen Roche (da Irlanda) e Pedro Delgado (da Espanha).
Bernard venceu três etapas no Giro d'Italia 1988 e liderou a corrida, mas ele caiu num túnel, machucou as costas e abandonou a corrida. No ano seguinte, ele precisava de uma operação e meses de recuperação da fibrose no joelho esquerdo.
Uma ferida de sela e outra operação o forçou a sair do Tour de France 1990. Nunca mais desafiou nas grandes voltas. Em 1991, ele se juntou a equipe espanhola, Banesto, que tinha dois líderes para corridas por etapas, que eram Delgado e Miguel Indurain. Bernard ajudou Indurain dominar o Tour.
Bernard venceu o Paris-Nice na edição de 1992.
Bernard se aposentou no final de 1996, com 52 vitórias profissionais. Atua agora como consultor de L'Équipe, L'Équipe 21 e Eurosport. Em 2005, uma corrida, La Jean-François Bernard, foi organizada na região da Borgonha do departamento de Nièvre, como parte do Troféu de Borgonha, uma competição amadora.